# Z pekla (film)
Z pekla je americký film, volná adaptace stejnojmenného komiksu Alana Moora. Film se odehrává v 19. století v Londýně, kde v té době řádil sériový vrah Jack Rozparovač. Film režíroval Allen Huges. Natáčelo se i v České republice.

## Obsazení
| Johnny Depp      | inspektor Frederick Abberline |
| Heather Graham   | Mary Kelly                    |
| Ian Holm         | William Gull                  |
| Robbie Coltrane  | seržant George Godley         |
| Ian Richardson   | vrchní komisař Charles Warren |
| Jason Flemyng    | John Netley                   |
| Samantha Spiro   | Martha Tabram                 |
| Annabelle Apsion | Polly Nichols                 |
| Katrin Cartlidge | Annie Chapman                 |
| Susan Lynch      | Elizabeth Stride              |
| Lesley Sharp     | Catherine Eddowes             |
| Estelle Skornik  | Ada                           |
| Paul Rhys        | doktor Ferral                 |
| Vincent Franklin | George Lusk                   |
| Sophia Myles     | Victoria Abberline            |

## Obsah
Inspektor Abberline vyšetřuje vraždu jedné z prostitutek. Zjistí však, že se dostal na stopu sériového vraha, kterého veřejnost nazývá Jack Rozparovač. Inspektor se zamiluje do jedné prostitutky. Chce ji ochránit před masovým vrahem, který zatím zabil její kamarádky, ale nepodaří se mu to. Za pár dní dojde k další vraždě, ale pozná podle barvy vlasů, že to není ona. Za pár dní od ní dostane dopis, napíše jí, aby na něho nečekala, protože kdyby vrah věděl, že je živá, zabil by ji. Proto se inspektor Abberline rozhodne spáchat sebevraždu, protože by nemohl bez své lásky žít.